# Kalanderlärka
Kalanderlärka (Melanocorypha calandra) är en fågel i tättingfamiljen lärkor. Den förekommer på stäpp och i jordbruksområden i Medelhavsområdet och västra Asien. Arten är talrik men minskar något i antal, dock inte tillräckligt kraftigt för att anses vara hotad.

## Utseende

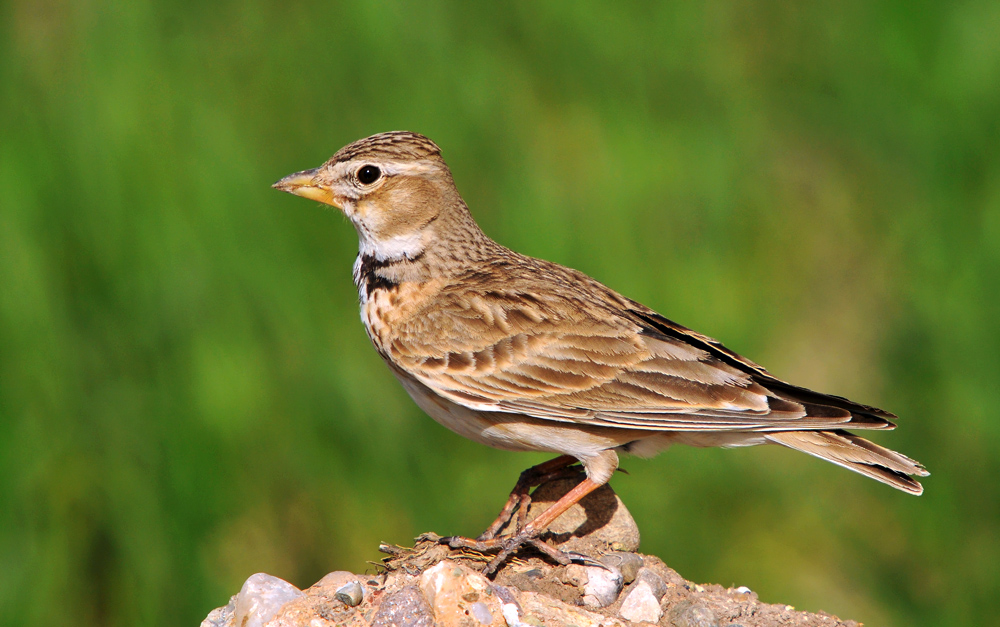
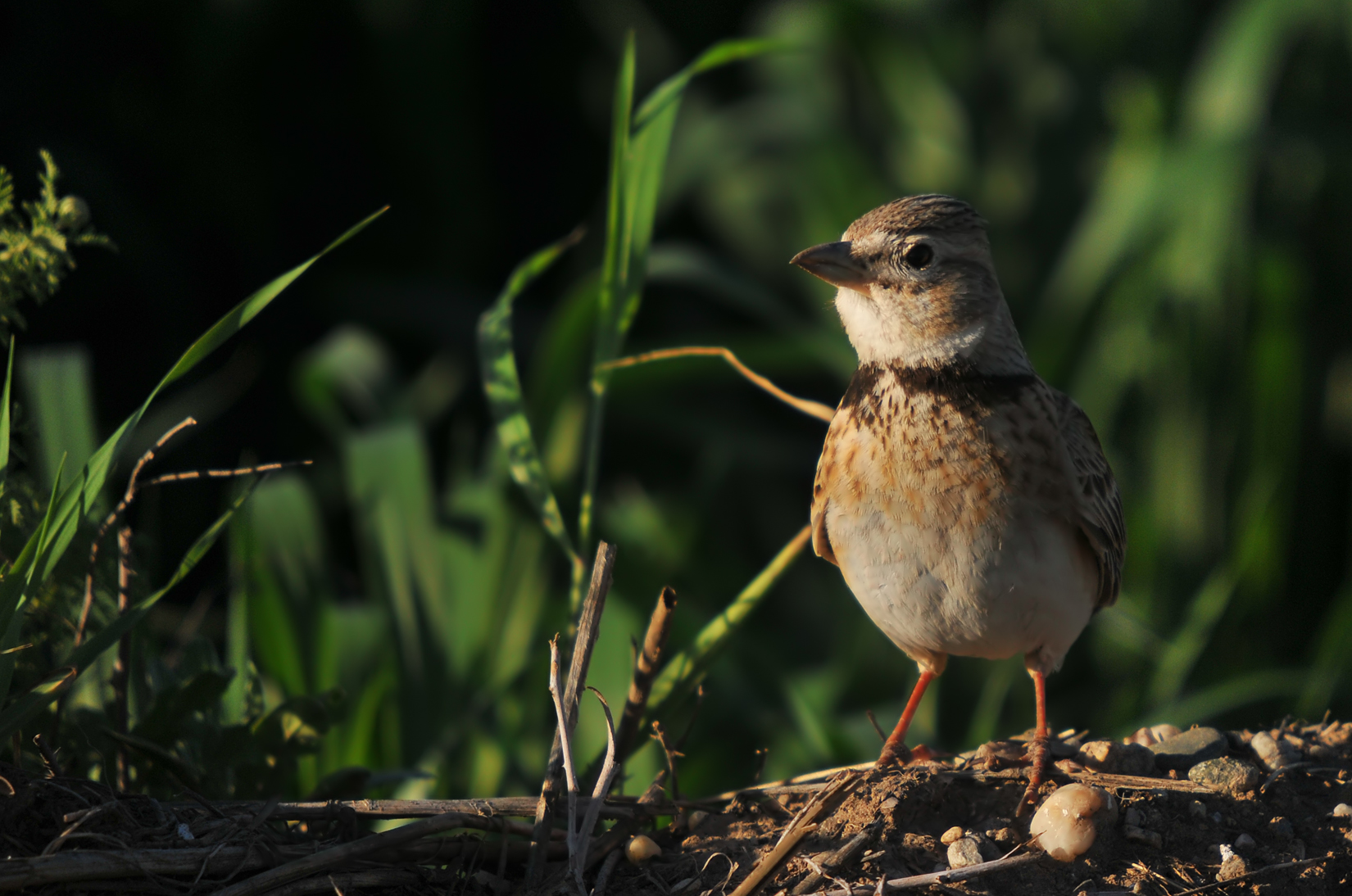
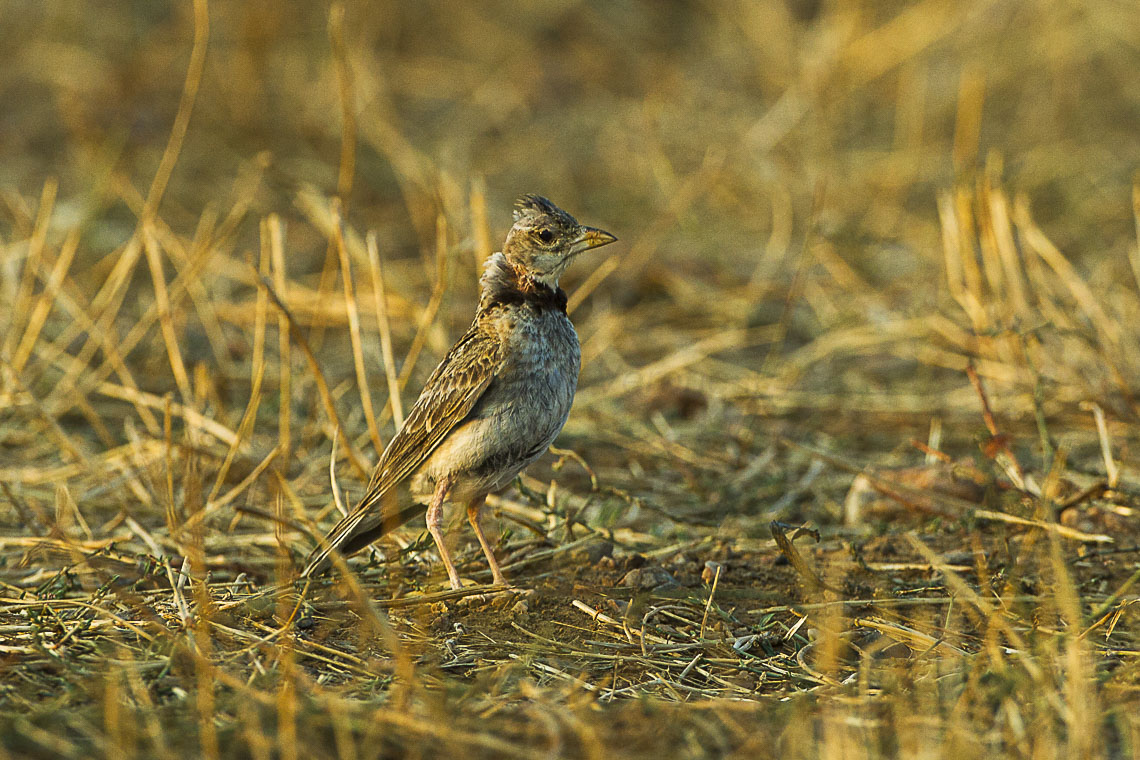
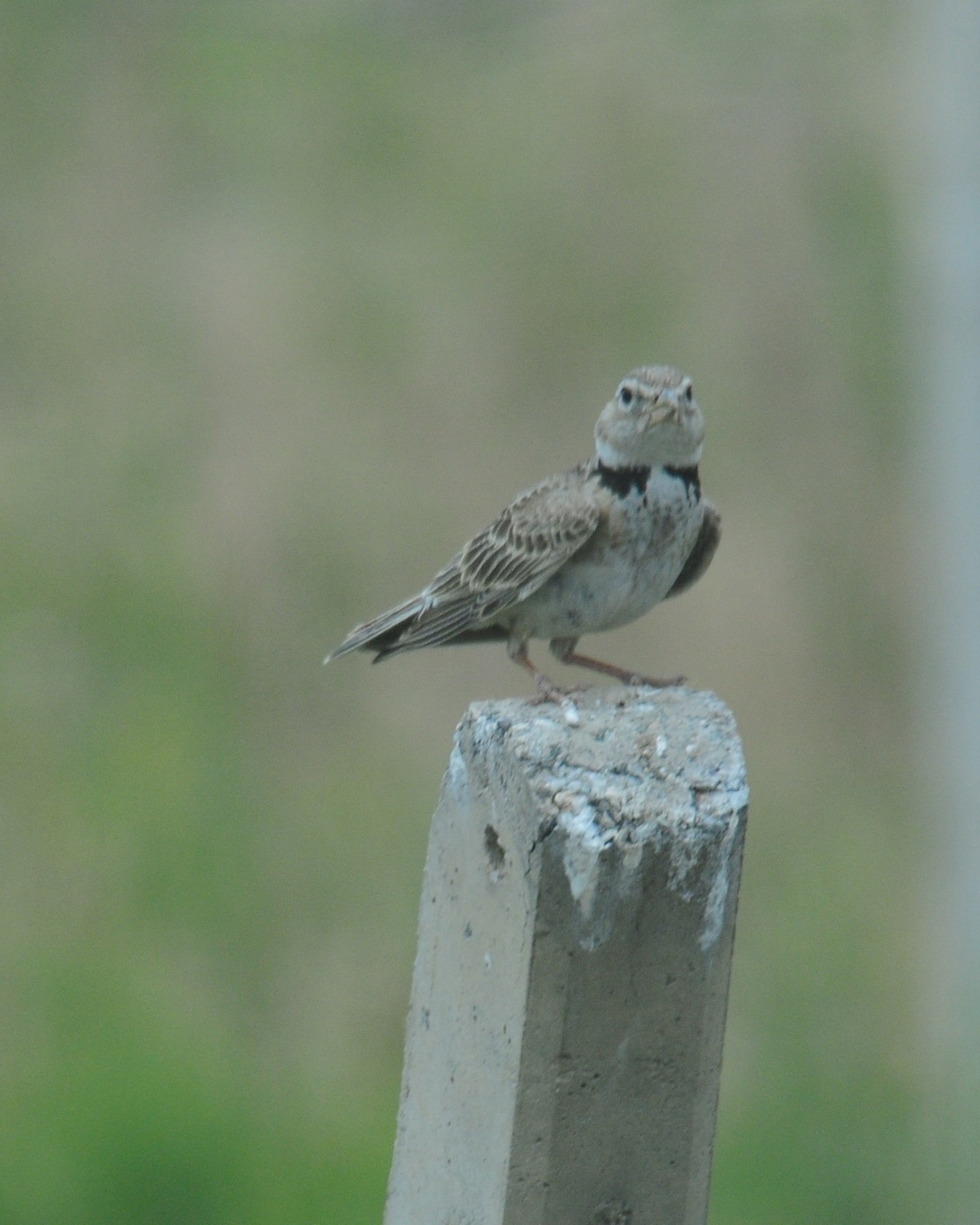

Kalanderlärkan är en stor lärka som blir 17,5–20 cm lång. Den har ungefär samma färg som den mark den håller till på, huvudsakligen strimmigt gråbrun på ovansidan och vit på undersidan med stora svarta fläckar på bröstets sidor. När den flyger uppvisar den korta, breda vingar som är mörka under och en kort vit topp på stjärten. Vingarna och stjärten skiljer sig från dess östligare motsvarighet, asiatisk kalanderlärka (Melanocorypha bimaculata).

## Läten
Locklätet är ett mycket karakteristiskt nästan fräsande "tschrrryp". Även sånglärkelika "triih" och "tripp-tripp" kan höras. Kalanderlärkans sång liknar sånglärkans, men är något långsammare, mer passerad och med invävda locklätesliknande ljud.

## Utbredning och systematik

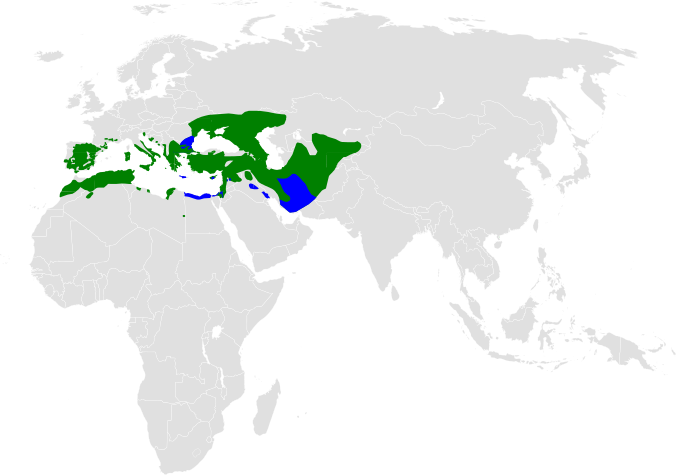
Året runt i grönt, vintertid i blått.

Fågeln häckar i varmt tempererade länder runt Medelhavet och öster om Turkiet in i norra Iran och södra Ryssland. Längre österut finner man släktingen asiatiska kalanderlärkan (Melanocorypha bimaculata).
Den håller oftast till i den västra delen av sitt utbredningsområde, men den ryska populationen av denna tätting är mer av en flyttfågel som flyttar längre söderut på vintern, ibland så långt som Arabiska halvön och Egypten.
I Sverige är kalanderlärkan en mycket sällsynt gäst och har påträffats 13 gånger fram till och med 2021, med första fyndet 1972 i Vetlanda, Småland.

### Underarter
Hur många underarter kalanderlärkan bör delas in i är omstritt. Tongivande internationella auktoriteterna Clements m.fl. och International Ornithological Congress (IOC) delar in kalanderlärkan i fyra underarter med följande utbredning:
- Melanocorypha calandra calandra – Medelhavsområdet till östra Turkiet, nordvästra Iran, Transkaukasien och Uralbergen
- Melanocorypha calandra hebraica – sydcentrala Turkiet, närliggande nordvästra Syrien till Israel, Palestina och västra Jordanien
- Melanocorypha calandra gaza – sydöstra Turkiet till östra Syrien, Irak och sydvästra Iran
- Melanocorypha calandra psammochroa – norra Irak och norra Iran till Turkmenistan och östra Kazakstan

I verket Handbook of Western Palearctic Birds (Shirihai & Svensson 2018) inkluderas istället gaza och hebraica i nominatformen. Även svenska BirdLife Sverige följer denna indelning.

### Släktskap
Genetiska studier från 2023 visar att kalandralärkan är systerart till svartlärka, trots namnet ej asiatisk kalanderlärka som istället är systerart till övriga arter i Melanocorypha.

## Biotop, häckning och föda

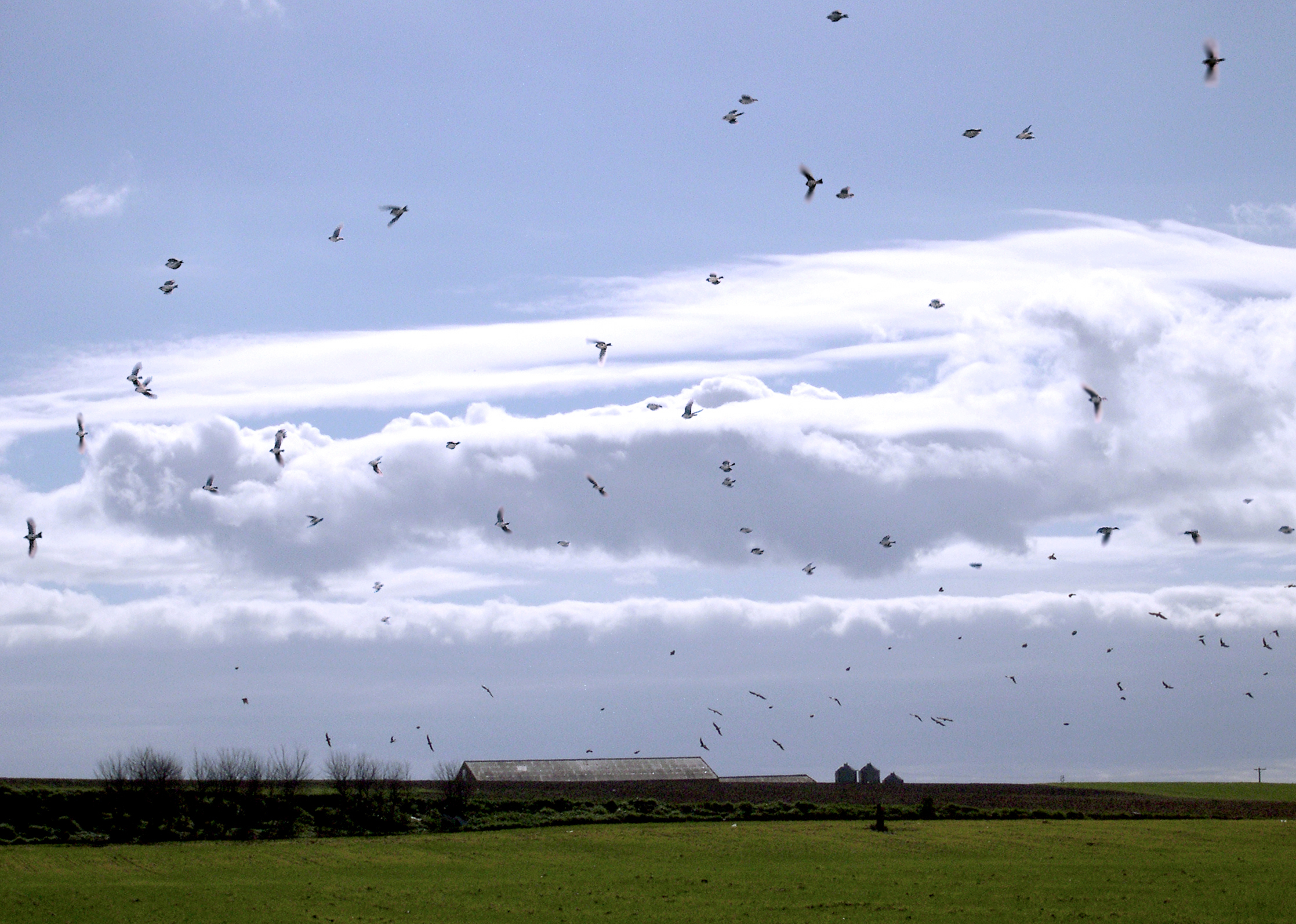
Kalanderlärkor vintertid i Medina del Campo (Valladolid, Spanien).

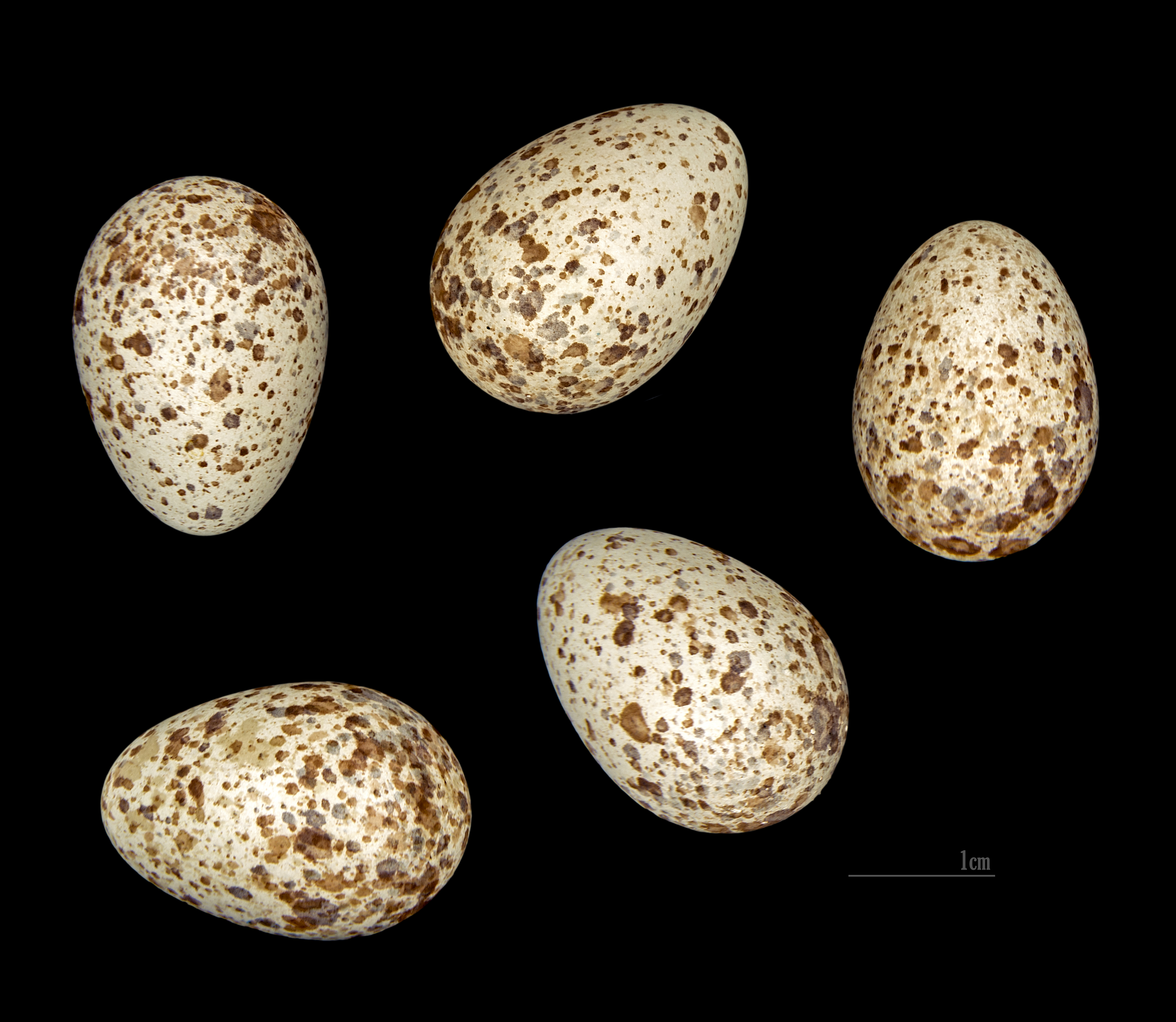
Kalanderlärkans ägg.

Kalanderlärkan är en fågel som främst håller till på odlingsmark och stäpp. Den har sina bon på barken och lägger mellan fyra och fem ägg. Födan består till största del av frön, med insekter som tillskott under häckningssäsongen. Kalanderlärkan är en flockfågel då det inte är häckningsperiod.

## Status
I Europa beräknas det häckande beståndet till mellan 10,3 och 21,9 miljoner par. Europa står för 45 % av världsutbredningen, vilket extrapolerat ger preliminärt uppskattat en världspopulation på hela 45–100 miljoner häckande individer. Arten minskar i antal,, dock inte tillräckligt kraftigt för att den ska anses vara hotad. Internationella naturvårdsunionen IUCN kategoriserar kalanderlärkan som livskraftig.

## Namn
Det svenska trivialnamnet kalanderlärka användes för första gången i Per Olof Gravanders översättning av Buffons Histoire Naturelle och torde därför vara en direktöversättning från franskans alouette calandre. "Kalander-" kommer i sin tur från kalandros, det grekiska namnet på arten.